# (996) Hilaritas
(996) Hilaritas es un asteroide perteneciente al cinturón de asteroides descubierto el 21 de marzo de 1923 por Johann Palisa desde el observatorio de Viena, Austria.
Está nombrado por la palabra latina de igual significado en español.
Hilaritas forma parte de la familia asteroidal de Temis.